# 小森真奈美
小森真奈美（日语：／ Komori Manami，10月16日—），日本廣播節目女主持人、歌手、配音員、隨筆家。血型B型。

## 人物
- 出生於東京都澀谷區。父親是內科學學者小黑八七郎。曾祖父是儒學者，祖父是醫師。小時曾在泰國生活。
- 本名「小黑真奈美」[1]。作家身份時以全漢字的「小森真奈美」別名活動，童話作家身份時則以全假名的「こもりまなみ」別名活動，兩者發音均相同。日本兒童文藝家協會會員。畢業於日本大學藝術學部放送學科。隸屬於Pro Fit（配音員活動）。

## 逸事
- 關於實際的年齡：
  - 在參加活動搭乘新幹線時，曾經被認為是離家出走的少女。
  - 與漫畫家朋友、井潤千代美溫泉旅行時，被服務員拿了小孩子用的浴衣給他。
- 與井上喜久子一樣，有類似的口號「永遠的18歲」。

## 音樂

### DVD
- 「BELIEVE」（KIBM-22，2001年7月25日）
- （KIBM-27〜28，2001年10月3日）

### Video、LD
- 「Believe」（KIVM-67/KILM-32，1994年4月30日）
- 「RADIO LOVE」（KIVM-88/KILM-37，1995年8月4日）
- （KIVM-89/KILM-38，1995年10月25日）

### 代表曲
- I Love You
- Presage

### 樂曲提供
- 《三月白書》桑江知子
- 《青空L號》W-Face
- 《夏色之翼》高橋直純
- 神谷水繪

## 演出

### 聲優

#### 電視動畫
1985年
- 蒼藍流星（ランディ）

1989年
- 桃太郎傳說（輝夜姬）生產時由水谷優子代班

2001年
2007年
- 奔向地球（ナキネズミ（レイン））

2008年
- 野良耳2（ジェームス）

#### OVA
1998年

## 書籍

### 隨筆
- （立風書房，1983年4月發行）
- （主婦之友社，1998年4月發行）ISBN 4-07-223817-1
- （小森真奈美，新声社，1999年7月發行）
- （小森真奈美，主婦之友社，2000年3月發行）ISBN 4-07-228186-7
- （小森真奈美，主婦之友社，2000年12月發行）ISBN 4-07-230177-9
- （小森真奈美，主婦之友社，2004年3月發行）ISBN 4-07-242192-8

### 自序傳
- （小森真奈美，主婦之友社，2003年1月發行）ISBN 4-07-235909-2

### 繪本
- （主婦之友社，2001年11月發行）ISBN 4-07-231863-9
- （及其他6名，2009年3月發行）ISBN 978-4-591-10785-0
- （2010年3月發行)ISBN 978-4-591-11618-0
- （2010年11月發行)ISBN　978-4-591-12113-9

### 實用書
- （東洋經濟新報社，2009年8月27日發行）ISBN 978-4-492-04344-8

## 外部連結
- （日語） 小森まなみ公式サイト （页面存档备份，存于），官方網站。
- （日語） 小森まなみ （页面存档备份，存于），配音員事務所上的官方頁面。